# Vertigo ultimathule
Vertigo ultimathule ist eine Schneckenart der Familie der Windelschnecken (Vertiginidae) aus der Unterordnung der Landlungenschnecken (Stylommatophora). Es ist die am weitesten im Norden lebende Windelschnecken-Art; sie kommt nahe am Polarkreis in Nordnorwegen und Nordschweden vor.

## Merkmale
Das annähernd zylindrische Gehäuse von Vertigo ultimathule ist 2,1 bis 2,2 mm hoch und 1,3 bis 1,4 mm breit. Es weist 4,6 bis 4,7 gut gewölbte Umgänge auf, die von einer tiefen Naht voneinander abgesetzt sind. Die letzte Windung ist an der Basis nicht signifikant eingeengt; daher rührt die eher zylindrische Form, im Gegensatz zu der eher eiförmigen Form der Gehäuse der anderen Vertigo-Arten. Die glänzende Oberfläche ist grob und unregelmäßig gestreift. Die Mündung weist keine Zähne auf, oder höchstens einen sehr kleinen, tief in der Mündung sitzenden parietalen Dentikel. Der Mündungsrand ist einfach und nur unwesentlich verdickt, also eher scharf auslaufend. Die Gehäusefarbe variiert von hellgelb bis dunkel gelbbraun. Von der linken Seite betrachtet, bildet der äußere Rand der Mündung einen stumpfen Winkel mit dem Nabel.

### Ähnliche Arten
Das Gehäuse der Art erinnert an das der Nordischen Windelschnecke (Vertigo ronnebyensis (Westerlund, 1871)), unterscheidet sich aber durch die fast fehlenden Bewehrung der Mündung (3 bis 4 Dentikel bei V. ronnebyensis), die tiefere Naht und die unregelmäßigere und gröbere Streifung. Das Gehäuse ist gelblich und die Oberfläche glänzt stark (dunkelbraun und nicht so stark glänzend bei V. ronnebyensis). Die Gehäuseskulptur ist bei V. ronnebyensis feiner und regelmäßiger. Das Gehäuse von V. ultimathule ist deutlich kleiner als bei Vertigo extima.

## Geographische Verbreitung und Lebensraum
Bisher ist Vertigo ultimathule nur von wenigen Lokalitäten in der Finnmark im äußersten Nordosten Norwegens und im nördlichsten Schweden bekannt. Sie lebt dort in Bachtälern und Berghängen, die mit Weiden-Gebüsch und Birken bewachsen sind, und die gelegentlich auch eine reichere Vegetation aufweisen. Sie kommt dort zwischen 180 m und 620 m über Meereshöhe vor.

## Taxonomie
Das Taxon wurde 2007 von Ted von Proschwitz aufgestellt. 2010 beschrieb er neue Funde und präzisierte die Beschreibung.